# Maxus eUNIQ6
La Maxus eUNIQ6 est un SUV électrique produit par le constructeur automobile chinois Maxus )à partir de 2023.

## Caractéristiques techniques

### Motorisation
La Maxus eUNIQ6 est dotée d'un moteur électrique avant de 130 kW (177 ch) et 310 N m de couple alimenté par une batterie d'une capacité de 70 kWh.